# Sriram Balaji
Sriram Balaji Narayanaswamy (ur. 18 marca 1990 w Coimbatore) – hinduski tenisista, reprezentant kraju w Pucharze Davisa, olimpijczyk z Paryża (2024).

## Kariera tenisowa
W karierze zwyciężył w dziewięciu deblowych turniejach cyklu ATP Challenger Tour. Ponadto wygrał dziewięć singlowych oraz czterdzieści trzy deblowe turnieje rangi ITF.
W 2018 roku, podczas Wimbledonu zadebiutował w turnieju wielkoszlemowym w grze podwójnej, startując w parze z Vishnu Vardhanem. Po wygraniu dwóch meczów w kwalifikacjach odpadł w drugiej rundzie turnieju głównego.
Balaji w 2024 roku zagrał w konkurencji debla podczas igrzysk olimpijskich w Paryżu, gdzie odpadł wspólnie z Rohanen Bopanną w pierwszej rundzie.
Zadebiutował w reprezentacji Indii w turnieju o Puchar Davisa w kwietniu 2017 roku.
W rankingu gry pojedynczej najwyżej był na 287. miejscu (19 czerwca 2017), a w klasyfikacji gry podwójnej na 61. pozycji (30 września 2024).

### Finały w turniejach ATP Tour
| Legenda                                      |
| -------------------------------------------- |
| Wielki Szlem                                 |
| Igrzyska olimpijskie                         |
| Tennis Masters Cup / ATP Finals              |
| ATP Masters Series / ATP Tour Masters 1000   |
| ATP International Series Gold / ATP Tour 500 |
| ATP International Series / ATP Tour 250      |

#### Gra podwójna (0–1)
| Końcowy wynik | Nr | Data            | Turniej | Nawierzchnia | Partner               | Przeciwnicy                | Wynik finału |
| ------------- | -- | --------------- | ------- | ------------ | --------------------- | -------------------------- | ------------ |
| Finalista     | 1. | 7 stycznia 2023 | Pune    | Twarda       | Jeevan Nedunchezhiyan | Sander Gillé Joran Vliegen | 4:6, 4:6     |